# Swiss Volksbank
Swiss Volksbank (på tyska: Schweizerische Volksbank, SVB) var en schweizisk bank. Verksamheten ingår sedan 1993 i Credit Suisse.

## Historik
Banken grundades 1869 som Volksbank in Bern. Det ändrades 1881 till Schweizerische Volksbank. Namnet Swiss Volksbank användes sedermera internationellt.
År 1930 hade banken växt till att bli landets näst största, men tvingades år 1933 genomgå sanering till följd av finanskrisen. Utlandsverksamheten avvecklades år 1936. År 1975 etablerades ett kontor i Luxemburg.
År 1993 övertogs verksamheten av Credit Suisse.